# Епархия Трес-Лагоаса
Епархия Трес-Лагоаса (лат. Dioecesis Trilacunensis) — епархия Римско-Католической церкви с центром в городе Трес-Лагоас, Бразилия. Епархия Трес-Лагоаса входит в митрополию Кампу-Гранди. Кафедральным собором епархии Трес-Лагоаса является церковь святого Антония Падуанского.  

## История
3 января 1978 года Римский папа Павел VI издал буллу «Sacer Praesul», которой учредил епархию Трес-Лагоаса, выделив её из епархии Кампу-Гранди. Первоначально епархия Трес-Лагоаса входила в митрополию Куябы.
27 ноября 1978 года епархия Трес-Лагоаса вошла в митрополию Кампу-Гранди.

## Ординарии епархии
- епископ Geraldo Majela Reis (1978—1981)
- епископ Izidoro Kosinski (1981—2009)
- епископ José Moreira Bastos Neto (2009 — † 26.04.2014)
  - Sede Vacante

## Источник
- Annuario Pontificio, Ватикан, 2007
- Булла Sacer Praesul, AAS 70 (1978), стр. 234  (лат.)